# Michail Andrejewitsch Suslow

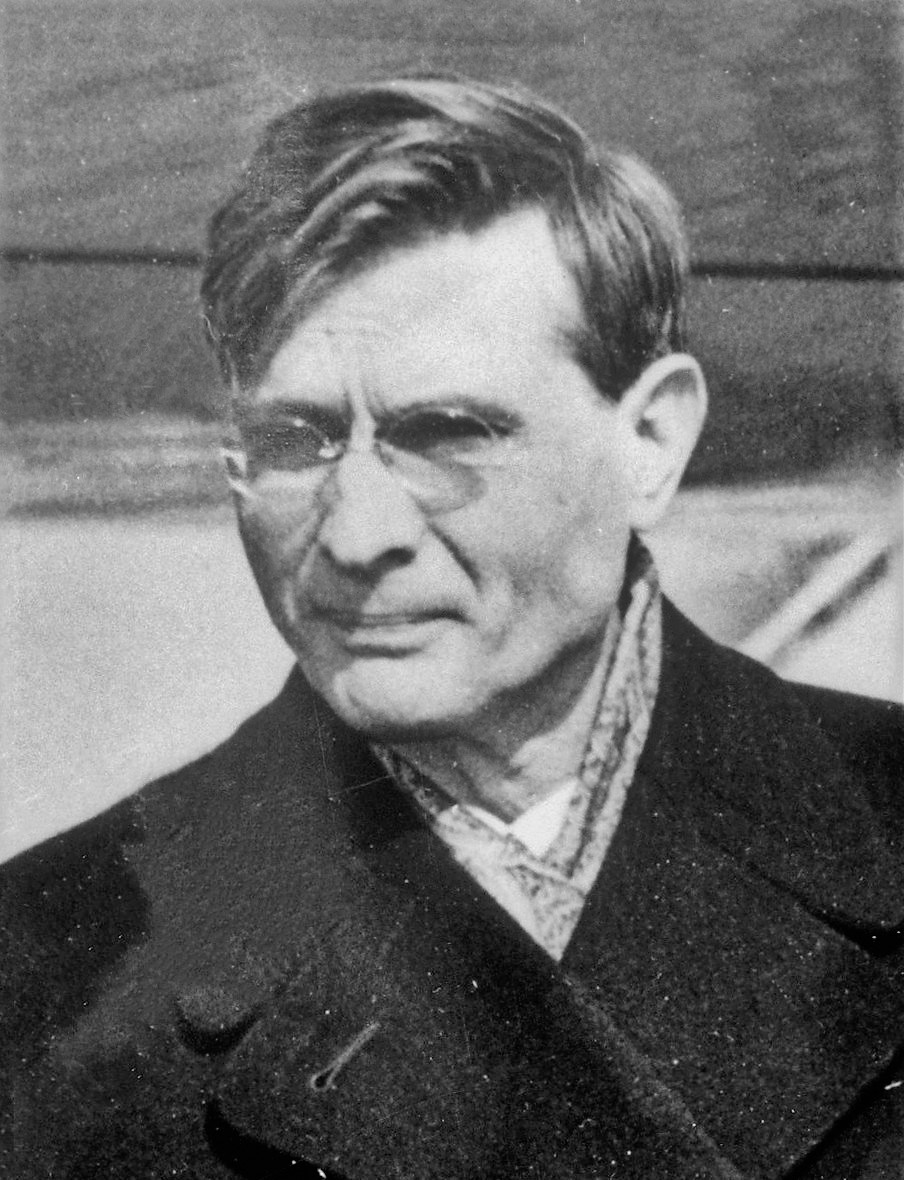
Michail Suslow (1964)

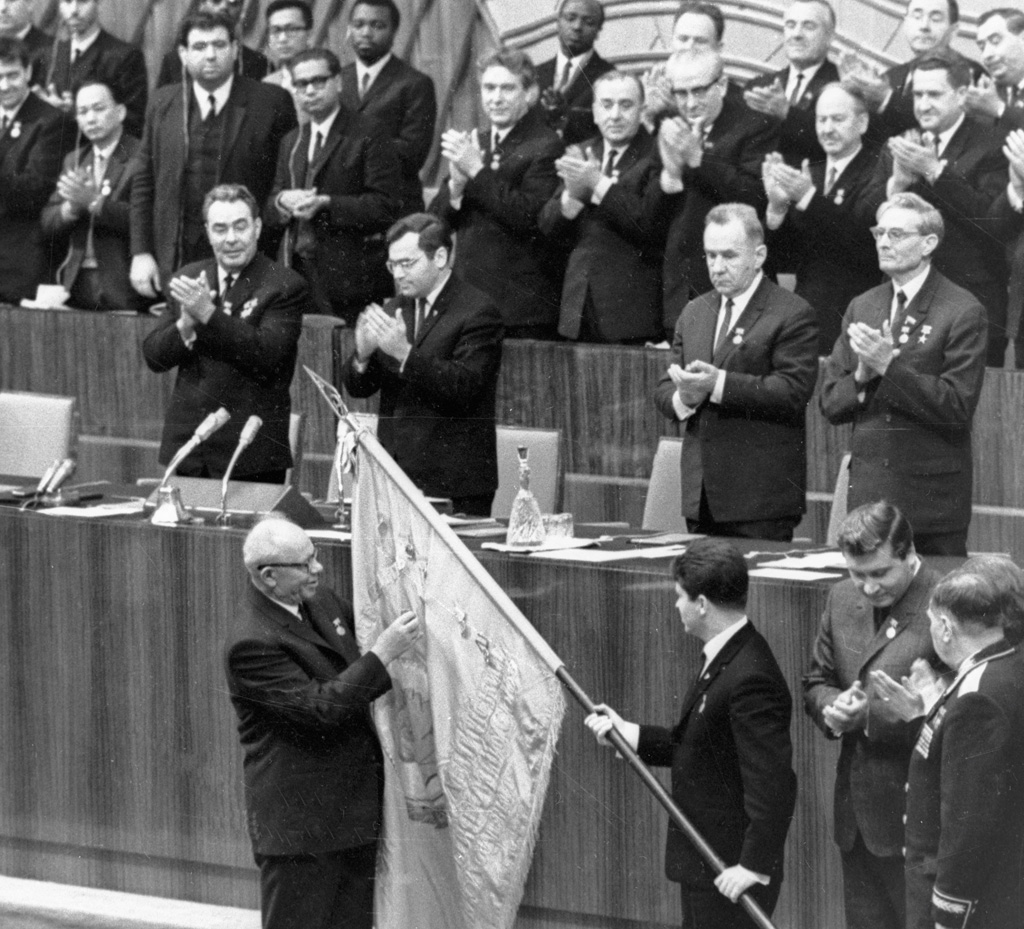
Michail Suslow (vordere Reihe rechts) mit weiteren Mitgliedern des Politbüros, 1969

Michail Andrejewitsch Suslow (russisch Михаил Андреевич Суслов, wiss. Transliteration Michail Andreevič Suslov; * 8. Novemberjul. / 21. November 1902greg. in Schachowskoje, Gouvernement Saratow (heute Oblast Uljanowsk); † 25. Januar 1982 in Moskau) war ein sowjetischer Politiker.

## Leben

### Ausbildung und Aufstieg
Suslow studierte Wirtschaftswissenschaft und lehrte später selbst an der Lomonossow-Universität und der Plechanow-Akademie für Wirtschaft in Moskau. Seit 1921 war er Mitglied der KPR. Von 1931 bis 1934 war er Mitglied der Kontrollkommission der Partei. 1937–1939 war er „Obkomsekretär“ von Rostow, 1939–1944  Erster Krajkomsekretär von Stawropol, 1939–1941 Mitglied der Revisionskommission und 1944–1946 Vorsitzender des Büros des Zentralkomitees für Litauen; in dieser Funktion war er am Großen Terror sowie an den Deportationen von Tschetschenen aus dem Kaukasus und von Litauern beteiligt. 1941 wurde er Mitglied des Zentralkomitees der Partei.

### Im Zentrum der Macht
Suslow war ab 1947 bis zu seinem Tode im Jahr 1982 Sekretär des Zentralkomitees der Partei. Im September 1947 sprach er im Auftrag Stalins als Vertreter des ZK der KPdSU auf dem II. Parteitag der SED. Kurzzeitig von 1949 bis 1950 war er auch Chefredakteur der Prawda. Von 1952 bis 1953 und dann wieder von 1955 bis 1982 wurde er in das Politbüro (1952–1966 Präsidium genannt) der KPdSU, also in das mächtigste politische Führungsgremium der Sowjetunion, gewählt und ab etwa 1959 galt er als einer der mächtigsten Parteiführer in der UdSSR.
Suslow wurde nach dem Tod Stalins von Chruschtschow gefördert. Er unterstützte ihn vor und nach dem XXI. und dem XXII. Parteitag der KPdSU zusammen mit Koslow, Poljanski, Podgorny, Kuusinen, Ignatow und Schwernik im Rahmen der Entstalinisierung und wandte sich gegen die Stalinisten um Malenkow und Molotow.
1960 führte er zusammen mit Koslow die sowjetische Delegation nach China, mit dem Ziel einer ideologischen Annäherung. Bedeutende Beiträge in den Parteigremien zeichneten ihn als den „Chefideologen“ der Partei, als Vertreter einer kollektiven Führung und als einen vorsichtigen Gegner des Personenkults aus.
Die Kubakrise von 1962, der Bruch mit China, die deutsche Ostpolitik, die Politik gegen die Schwerindustrie, der zunehmend autoritärere Führungsstil Chruschtschows bei gleichzeitig abnehmender Macht, der parteiinterne Aufstieg von Breschnew wie auch der zunehmende eigene Dogmatismus veranlassten Suslow, sich neu zu orientieren.
Im Oktober 1964 unterstützte er Breschnew aktiv beim Sturz Chruschtschows. Die Führung von Partei und Staat wurde nunmehr von dem Quartett Breschnew als Generalsekretär, Kossygin als Ministerpräsidenten, Podgorny als Staatsoberhaupt und Suslow als dogmatischem „Parteiideologen“ und ZK-Sekretär für Organisation bestimmt.
Suslows Gesundheit war nicht stabil: als junger Mann litt er an Tuberkulose, während seiner Tätigkeit als KP-Funktionär in Litauen durchlebte er nach besonders scharfen Wortgefechten der Epilepsie ähnliche Krampfanfälle. Später wurde er Diabetiker; nach seinem Herzinfarkt im Jahr 1976 konnte Suslow nicht mehr angestrengt arbeiten.
Suslow blieb bis zu seinem Tode im Jahr 1982 als Nummer zwei in der Partei die „graue Eminenz“ im bedeutenden Hintergrund der Macht: Zurückhaltend, dogmatisch, loyal und konservativ, prägte er diese Zeit der politischen Stagnation in der KPdSU und in der Sowjetunion.

### Ehrungen
Suslow wurde in einem Einzelgrab an der Kremlmauer beerdigt. Außer ihm wurden im Laufe des Bestehens der Sowjetunion lediglich elf weitere Personen auf diese Weise geehrt, wobei Suslow zusammen mit Budjonny, Schdanow, Frunse und Dserschinski zur kleinen Gruppe jener in Einzelgräbern bestatteten Personen gehört, die weder Staatsoberhäupter der Sowjetunion noch Generalsekretäre der KPdSU waren.